# Onthophagus rhinophyllus
Onthophagus rhinophyllus är en skalbaggsart som beskrevs av Edgar von Harold 1868. Onthophagus rhinophyllus ingår i släktet Onthophagus och familjen bladhorningar. Inga underarter finns listade i Catalogue of Life.